# Giovanny Martínez
Giovanny Martínez Cortés (Cali, 7 luglio 1989) è un ex calciatore colombiano, di ruolo centrocampista.

## Palmarès

### Club

#### Competizioni nazionali
- Campionato armeno: 1

Ararat-Armenia: 2018-2019